# واسیل ناستاز
واسیل ناستاز (انگلیسی: Vasile Năstase؛ زادهٔ ۱ january ۱۹۶۲ (۶۳ سال)) ورزشکار روئینگ اهل رومانی است.
وی در مسابقات کشوری و بین‌المللی در مجموع برندهٔ ۱ مدال طلا، ۲ مدال نقره، ۱ مدال برنز شده‌است.